# 團城鎮
团城镇是一个中国古代的军镇，曾有三个名为团城镇的军镇。
南燕在燕平二年（399年）於汉朝东莞县故址设立团城镇（今山东省沂水县），南燕灭亡，团城镇被东晋占领。南朝宋泰始三年（467年）清河郡太守张谠镇守团城镇。北魏为东徐州、南青州及东安郡治所，北周为莒州治，隋朝改为沂水县。
北魏时筑团城镇，在今山西省汾阳市西南团城村。
北宋亦曾置团城镇，属巨鹿县。在今河北省巨鹿县东北四十五里团城。因民居环绕如团得名。《元丰九域志》记载巨鹿县有新店、团城二镇。